# El Canto del Loco
El Canto del Loco è una band pop rock spagnola.
Nata nel 1994 per opera di Dani Martín e Ivan Ganchegui, (che più tardi abbandonerà il gruppo, nel 2002) a cui si aggiunge poco dopo David Otero (cugino di Dani), due anni dopo prende la sua forma definitiva.
Influenzati principalmente da altri gruppi spagnoli della decada degli anni ottanta, e con oltre un milione di album venduti, ECDL è diventata una delle band più interessanti e di maggiore successo del panorama spagnolo.
Il brano "Volvera" del 2005, interpretato insieme ad Alejandro Sanz, raggiunse la vetta delle classifiche spagnole dal mese di novembre a febbraio 2006.

## Formazione
Attuale
- Dani Martín (voce) (2000-)
- David Otero detto El Pescao (chitarra-cori) (2000-)
- Chema Ruiz (basso) (2000-)
- Carlos Gamón (batteria) (2008-)

Nel 2010 il gruppo si ferma, i primi due membri iniziano una carriera solista mentre Chema dà vita al gruppo Belgrado.
Ex componenti
- Iván Ganchegui (chitarra) (2000-2002)
- Jandro Velázquez (batteria) (2000-2008)

## Discografia

### Album
- 2000 El Canto del Loco » #6 SP
- 2002 A contracorriente » #1 SP
- 2002 En Directo - Sala Caracol 22-11-2002
- 2003 Estados de ánimo » #1 SP
- 2004 En Directo - Sala Bikini 30-12-03
- 2005 Zapatillas » #1 SP
- 2007 Arriba el Telón (Las Mejores Rarezas) » #8 SP
- 2008 Personas » #1 SP
- 2009 Por mi y por mis compañeros
- 2009 Radio La Colifata presenta a El Canto del Loco

### Singoli
- 2000 "Pequeñita" » #8 SP
- 2000 "Llueve En Mí"
- 2001 "Eres Un Canalla" » #7 SP
- 2001 "Y Si El Miedo"
- 2001 "Vivir Así Es Morir De Amor"
- 2002 "Son Sueños" » #1 SP
- 2002 "Puede Ser (con Amaia Montero)" » #1 SP
- 2002 "A Contracorriente" » #1 SP
- 2002 "Crash" (The Primitives' version)
- 2002 "Contigo"
- 2003 "La Madre De José" » #1 SP
- 2003 "Volver A Disfrutar" » #1 SP
- 2003 "Ya Nada Volverá A Ser Como Antes" » #1 SP
- 2004 "Insoportable" » #1 SP
- 2004 "No Voy A Parar" » #2 SP
- 2004 "Una Foto En Blanco y Negro" » #1 SP
- 2004 "Despiértame"
- 2005 "Zapatillas" » #1 SP
- 2005 "Volverá" » #1 SP
- 2006 "Besos" » #1 SP
- 2008 "¡Eres tonto!" » #1 SP
- 2008 "Peter Pan" » #1 SP
- 2009 "Quiero Aprender De Ti" » #1 SP

### Non-Albums Tracks
- 2005 "Por Qué No Ser Amigos (con Hombres G)"
- 2005 "La Barra De Este Bar" (da Cien Gaviotas Donde Irán... Un Tributo a Duncan Dhu)
- 2006 "Palabras mas, palabras menos" (from Calamaro Querido! [Cantando Al Salmón]) - A tribute to Andrés Calamaro